# Корінна порода

Принципова схема положення розсипів в розрізі річкової долини.
Букви: а- корінні дочетвертинні породи («плотик»);
b- алювій, що не містить корисного компоненту, або збіднений ним («торфа»);
c- колювіальні відклади;
d- жильні утворення з корінними рудопроявами;
e- алювій, збагачений корисним компонентом (пісок)
Цифри в кружечках: 1- русловий розсип;
2- заплавний розсип;
3- терасовий розсип;
4- колювіальний розсип;
5- розсип похованого врізу («плотиковий») і ярусні («надплотикові») розсипи;
6- розсип припіднятої (древньої) гідромережі.
1,2,3,4 і 6 - прості розсипи, 5 - складний багатоярусний розсип.

Корінна порода, пліт розсипища[джерело?] — корінне ложе або “постіль”, на якій залягають незцементовані відклади, які вміщують розсип. Якщо пліт розсипища представлений сильно тріщинуватими породами, то в них також містяться цінні мінерали.

### Виноски
1. ↑  Бейдик, Олександр Олександрович (2001). Географія: короткий тлумачний словник (укр.). Либідь.
2. ↑  Новий українсько-англійський словник 2016 (Є.І. Гороть, С.В. Гончарук, Л.К. Малімон, О.О. Рогач.)

| Геологія | Це незавершена стаття з геології. Ви можете допомогти проєкту, виправивши або дописавши її. |